# أنطوني غرين (رسام)
أنطوني غرين (بالإنجليزية: Anthony Green)‏ هو رسام بريطاني، ولد في 30 سبتمبر 1939 في لندن في المملكة المتحدة.